# Vriesea exaltata
Vriesea exaltata là một loài thực vật có hoa trong họ Bromeliaceae. Loài này được Leme miêu tả khoa học đầu tiên năm 1999.